# Medien-Priming
Medien-Priming bezeichnet einen Effekt aus der Medienwirkungsforschung, der Veränderungen von Bewertungsmustern und damit von Entscheidungen der Medienkonsumenten aus medial vermittelten Informationen heraus erklärt. Vereinfacht ausgedrückt besagt der Effekt, dass Medienkonsumenten spezifische politische Akteure bevorzugt nach denjenigen Kriterien beurteilen, die in der allgemeinen Medienberichterstattung verstärkt thematisiert wurden.
Der Medien-Priming-Effekt wurde 1987 von Shanto Iyengar und Donald R. Kinder in ihrer Studie News that matters: Television and American opinion beschrieben.

## Priming als Erweiterung des Agenda Setting-Ansatzes
Medien-Priming wird im Allgemeinen als eine Erweiterung des Agenda-Setting betrachtet.
Die Agenda-Setting-Hypothese geht davon aus, dass die Massenmedien über die Auswahl und Gewichtung der Themen, über die sie berichten, Einfluss darauf haben, worüber das Publikum nachdenkt und welche Themen ihm wichtig sind. Sie besagt, dass das Publikum die Themenagenda der Medien übernimmt. Der Effekt konnte zuverlässig nachgewiesen werden.
Im Unterschied zum Agenda-Setting-Effekt wird bei Studien über Medien-Priming allerdings nicht der kognitive Einfluss der Medienagenda auf die Medienkonsumenten untersucht, sondern der affektive Einfluss: die Veränderung von politischen Einstellungen und letztlich von Wahlentscheidungen.
Beide Ansätze gehen von der gleichen unabhängigen Variablen aus: Voraussetzung für die Untersuchungen ist die Bestimmung der Medienagenda. Während beim Agenda-Setting als abhängige Variable die Publikumsagenda gemessen wird, fragt das Medien-Priming nach dem Bewertungsmuster, nach dem das Publikum (zumeist) Politiker beurteilt. Der Priming-Ansatz geht davon aus, dass das Publikum bei der Beurteilung von Politikern auf Kriterien zurückgreift, die von den Medien, genauer: von der Medienagenda vorgegeben werden:

“By calling attention to some matters while ignoring others, television news influences the standards by which governments, presidents, policies, and candidates for public office are judged.”

„Indem die Fernsehnachrichten die Aufmerksamkeit auf einige Dinge lenken und andere ignorieren, beeinflussen sie die Maßstäbe, nach denen Regierungen, Präsidenten, Politik und Kandidaten für öffentliche Ämter beurteilt werden.“

Dabei muss zwischen der Medienberichterstattung (unabhängige Variable) und den gemessenen (Wahl-)Entscheidungen (abhängige Variable) kein unmittelbarer Zusammenhang bestehen. So kann beispielsweise eine verstärkte Berichterstattung über umweltpolitische Themen selbst in fernen Regionen einen Priming-Effekt im eigenen Land hervorrufen und bewirken, dass Politiker verstärkt aufgrund ihrer umweltpolitischen Kompetenzen beurteilt und gewählt werden.
Die Forschung zum Medien-Priming setzte Mitte der 1980er Jahre ein. Die Medienwirkungsforschung hatte sich in den 70er und 80er Jahren unter dem Einfluss kognitiver Ansatzpunkte der Sozialpsychologie den Rezipientenmerkmalen geöffnet. Der bereits vorhandene und empirisch breit aufgestellte Agenda-Setting-Ansatz hatte allerdings für die Illustration des medialen Einflusses auf bestimmte Wahrnehmungs- und Interpretationsmuster bei den Rezipienten nicht ausgereicht.

## Psychologische Erklärung des Medien-Priming
In einer allgemeineren Form ist der Priming-Effekt in der Psychologie schon seit Anfang der 70er Jahre bekannt. Er gründet auf einem Netzmodell des Gedächtnisses: Wissenseinheiten werden nach diesem Modell als Knoten in einem Netzwerk verstanden, die untereinander über associative pathways vernetzt sind. Beim Priming wird ein solcher Knoten durch einen Reiz stärker aktiviert, und mit ihm auch die nächstverbundenen Wissenseinheiten (spreaded activation). Ein höheres Aktivierungsniveau steht für eine größere kognitive Zugänglichkeit der Wissenseinheit. Die Aktivierung lässt mit der Zeit wieder nach.
Der Kommunikationswissenschaftler Michael Schenk wendet dieses Erklärungsmodell auf das Medien-Priming an:

„Fasst man das menschliche Gedächtnis als ein assoziatives Netzwerk auf, in welchem Ideen, Konzepte etc. als Knoten des Netzwerkes gespeichert und mit anderen solchen Ideen über semantische Pfade verknüpft sind, dann kann Priming als Aktivierung solcher Knoten durch externe Stimuli verstanden werden.“

Konkret bedeutet das, dass Nachrichtenbeiträge zu einem bestimmten Politikfeld die Zuschauer für dieses Feld primen und diese Wissenseinheiten somit für den Zuschauer zugänglicher machen.
Der eigentliche Priming-Effekt tritt dann erst in einem zweiten Schritt zutage. Das erhöhte Aktivierungspotenzial der entsprechenden Wissenseinheiten führt dann dazu, dass beispielsweise bei der Beurteilung eines Politikers vorrangig auf solche zugänglichen Wissenseinheiten zurückgegriffen wird, das entsprechende Politikfeld also als Hauptkriterium für die Gesamtbeurteilung des Politikers dient. Somit kann Medien-Priming als eine Unterform des allgemeinen, in der Psychologie begründeten Priming beschrieben werden.

## Messung von Priming-Effekten
Die Medienagenda lässt sich durch Inhaltsanalysen bestimmen.
Die Messdaten zur Ermittlung der Bewertungsmuster werden zumindest im Bereich des politischen Medien-Priming durch Befragungen und Aggregation gewonnen. Dabei sind zwei Variablen notwendig: ein Wert für die Gesamtbeurteilung des zu bewertenden Akteurs, und einer für die spezifische Beurteilung innerhalb eines oder mehrerer Politikfelder. Welche Politikfelder dabei abgefragt werden, ergibt sich aus der Inhaltsanalyse.
In einer Regressionsanalyse wird nun berechnet, inwieweit die Gesamtbeurteilung des Akteurs durch die spezifischen Beurteilungen erklärt werden können. Um den Priming-Effekt zu ermitteln, muss der so ermittelte Koeffizient mit einem Kontrollwert verglichen werden. In Längsschnittstudien werden dazu mehrere Messungen in bestimmten Zeitabständen vorgenommen. Veränderung des berechneten Koeffizienten werden nun mit Veränderungen in der Medienagenda abgeglichen. Eine hohe Korrelation zwischen den Koeffizienten und der Medienagenda weist auf einen Priming-Effekt hin.

## Variablen
Das Phänomen des Medien-Priming manifestiert sich in zwei zeitlich auseinanderliegenden Schritten. Im ersten Schritt wird der Zuschauer durch Medieninhalte geprimet, im zweiten Schritt wendet er diesen Prime auf einen Zielstimulus an. Die Zeitgebundenheit des Vorgangs evoziert mehrere zeitabhängige Variablen, nämlich die Dauer des Primes, seine Häufigkeit und den Abstand zwischen dem Priming und seiner Anwendung.
Besonders letztere sorgt für verwirrende Befunde: Während in psychologischen Experimenten festgestellt wurde, dass Priming-Effekte nach einem Zeitabstand im Sekunden- und Minutenbereich verblassen, findet die Forschung zum politischen Medien-Priming Effekte im Zeitraum von Wochen und Monaten. Diese Diskrepanz veranlasst Roskos-Ewoldson u. a., den Zusammenhang zwischen politischem Medien-Priming und psychologischem Priming generell in Frage zu stellen. Sie vermuten, dass die beiden Effekte auf neuronaler Ebene unterschiedliche Vorgänge darstellen und schlagen vor, die Effekte des politischen Medien-Priming nicht unter Priming, sondern unter politischer Kultivation zu verorten.
Darüber hinaus haben die bisherigen Studien zu Medien-Priming die zeitabhängigen Variablen vernachlässigt, wie Peter bemängelt. Nur durch Vergleich von Experimental- und Feldstudien wagt er die Analyse, die auch den Erkenntnissen der Psychologie entspricht: Der Priming-Effekt ist stärker, je weniger Zeit seit dem Priming vergangen ist, je öfter der Prime gezeigt wurde und je länger er angedauert hat. Zu ähnlichen Ergebnissen kommt offenbar eine Studie von Carpentier u. a., die nach Roskos-Ewaldson et al. als einzige Arbeit im Bereich des Medien-Priming gezielt auch Zeitparameter untersucht hat.
Ein weniger einheitliches Bild ergibt sich bei den weiteren intervenierenden Variablen, nämlich denen der Prädisposition. Die Frage, inwieweit Vorwissen, Vertrauen in die Berichterstattung der Medien, persönliche Wichtigkeit des geprimeten Themas und Mediennutzung den Priming-Effekt verstärken oder abschwächen, konnte bislang nicht zuverlässig ermittelt werden. Iyengar und Kinder haben 1987 zwar schon in die ersten Experimenten zum politischen Medien-Priming auch mehrere Eigenschaften der Rezipienten einbezogen: politisches Interesse, Parteiangehörigkeit und Bildung. Allerdings haben spätere Studien gezeigt, dass noch eine Reihe weiterer Variablen berücksichtigt werden müssen, wie zum Beispiel das Vertrauen der Rezipienten in die Medienberichterstattung und das fachspezifische Wissen zum geprimeten Thema. Alles in allem sind diese Variablen bislang noch nicht erschöpfend erforscht.

## Weitere Formen des Medien-Priming
Neben der politischen Ausprägung des Medien-Priming befasst sich die Forschung auch mit gewaltbezogenem, unterhaltungsbezogenem, stereotypenbezogenem und persuasiven Medien-Priming.